# Kessen
Kessen (決戦 lit. Quyết Chiến) là trò chơi điện tử thuộc thể loại chiến thuật thời gian thực do hãng Koei phát triển và Electronic Arts phát hành vào năm 2000. Đây là trò chơi định dạng DVD-ROM đầu tiên trên PlayStation 2 và cũng là tựa game khởi động cho hệ máy này tại Nhật Bản. Nó là trò wargame thời gian thực duy nhất lúc đầu dành cho PS2.
Kessen là trò chiến thuật thời gian thực lấy bối cảnh Nhật Bản thời phong kiến cát cứ, tập trung vào cuộc xung đột giữa gia tộc Tokugawa ở phía Đông và gia tộc Toyotomi ở phía Tây (với Ishida Mitsunari là người giám hộ và bảo vệ của Toyotomi) của shogun vào cuối thời kỳ Chiến Quốc (Sengoku Jidai). Tokugawa Ieyasu từng là người đại diện chính cho Đông quân nơi Tây quân thay đổi lãnh đạo dựa trên kết quả lựa chọn trận đánh quan trọng.
Dù đối với hầu hết phần chính xác về mặt lịch sử, Kessen còn bao gồm một vài màn chơi theo kịch bản "Nếu-như" dành cho những người chơi thích thay đổi các sự kiện trọng kiểu như nếu Tây quân giành chiến thắng trong trận Sekigahara (mà theo sử sách thì chiến thắng thuộc về Đông quân). Sau thành công của phần đầu tiên, nhà sản xuất còn tung thêm hai phần tiếp theo là Kessen II và Kessen III với những yếu tố mới được bổ sung như phép thuật và thời tiết trong game.

## Chất điện ảnh
Một lưu ý của nhà sản xuất trò chơi Kou Shibusawa gửi tới người chơi trước khi bắt đầu chiến dịch nào, giải thích ao ước của ông muốn tự mình bóp méo đoạn lịch sử này nhưng cảm thấy quá thiển cận vì chất điện ảnh hợp lý. Với Kessen, Shibusawa tin rằng ông đã có thể khám phá ý tưởng của mình một cách tự do hơn. Do đó, một số đoạn cắt cảnh trong game mang chất tuồng tương tự như các phim thể loại jidaigeki và chanbara.
Trước lúc bắt đầu mỗi chiến dịch, một người kể chuyện sẽ đưa ra một bản tóm tắt ngắn gọn về các sự kiện trong chiến dịch được chọn để giúp người chơi làm quen với các trận chiến ở đó. Sau khi kết thúc phần lập kế hoạch trước trận chiến, một đoạn phim điện ảnh về sự kiện xuất hiện, thường kịch tính hóa các tương tác nhân vật hoặc sự kiện lịch sử quan trọng đã diễn ra trước khi cuộc chiến xảy ra. Những sự kiện tương tự cũng xảy ra sau hội đồng chiến tranh, trong trận đấu và lúc gần cuối trận chiến.
Trong số các đoạn kể lại sự kiện đúng với lịch sử, vẫn ưu tiên cho những miêu tả thường lãng mạn hóa đôi lúc được sử dụng. Trường hợp đáng chú ý gồm cảnh Hosokawa Gracia ra lệnh cho một tên lính giết chết cô và Tokugawa Hidetada ra lệnh ám sát Sanada Masayuki vì khiến ông chậm chân trong trận Sekigahara.

## Đón nhận
Kessen nhìn chung nhận được sự tích cực của giới phê bình. Ngày phát hành, tạp chí Famitsu đã chấm điểm cho game 32 trên 40, và Jeff Luther từ tạp chí GamesFirst! lưu ý rằng trò chơi rất dễ phá đảo, mặc dù ông cảm thấy rằng nó không thể duy trì độ khó sau các màn đầu. Số khác còn mô tả game như là rườm rà và chậm chạp. Những đoạn cắt cảnh được một nhà phê bình trích dẫn là "sự hấp dẫn trực quan cho Kessen". Phần đồ họa liên quan đến nhân vật lịch sử cũng được cho biết là "tuyệt đỉnh" và đầy đủ màu sắc đến mức lố bịch, mặc dù ấn tượng. Những gì Kessen nhận được những lời khen ngợi nhất là mảng âm thanh của trò chơi, nhiều trích dẫn điểm số dành cho dàn nhạc được mô tả là "hoành tráng" với một nhà phê bình ghi nhận "phần lồng tiếng Anh khá tốt và phù hợp". Nói chung, nó được xem như là một trò chơi mô phỏng lịch sử Nhật Bản với chất lượng khá nhưng chưa hoàn thiện.
Tính đến tháng 1 năm 2008, trò chơi giữ một thứ hạng trung bình 77% trên GameRankings. Kessen còn giành được một giải thưởng đặc biệt là Giải PlayStation vào năm 2000. Nó cũng được đề cử cho một giải thưởng lớn đối với lựa chọn của người tiêu dùng dành cho phần đồ họa và kịch bản.